# Comuna Stareava, Starîi Sambir
Stareava (în ucraineană Старява) este o comună în raionul Starîi Sambir, regiunea Liov, Ucraina, formată din satele Katîna, Lopușnîțea și Stareava (reședința).

## Demografie
Componența lingvistică a comunei Stareava
     Ucraineană (99,83%)
     Alte limbi (0,08%)
Conform recensământului din 2001, majoritatea populației comunei Stareava era vorbitoare de ucraineană (99,83%), existând în minoritate și vorbitori de alte limbi.